# Доброму Генію (фонтан)
Фонтан «Доброму Генію» — фонтан-пам'ятник в місті Феодосія відкритий в 2004 році до дня міста.

## Передісторія
У 1890 році на вулиці Італійській (нині Горького) за проектом архітектора В. А. Сроки був споруджений фонтан-пам'ятник, ставший прикрасою Феодосії. Рішення фонтану було оригінальне. На постаменті була встановлена бронзова жіноча фігура, що тримала в руках мушлю, з якої стікала вода в кам'яну чашу, переповнюючи її через краї спадала в басейн, що підносився над землею. З боку фігури була поміщена увінчана лаврами палітра з написом «Доброму генієві». За розповідями старожилів, в бронзовій фігурі пізнавалася Ганна Микитівна — дружина художника І. К. Айвазовського.
На знак подяки сім'ї Айвазовського феодосійці і встановили цей фонтан-пам'ятник. У 30-х роках бронзова фігура була перенесена і установленна в центрі круглого бетонного басейну в міському саду, а кам'яні конструкції колишнього фонтану розібрані. Фонтан-пам'ятник значною мірою
втратив свою первинну цінність.
В період Другої світової війни пам'ятник пропав. Подальша доля пам'ятника не відома. В наші дні на цьому місці знаходитися пам'ятник піонерові-партизанові Віті Коробкову.

## Новий пам'ятник
Новий пам'ятник побудовано на кошти Феодосійської міськради. Реставратор — скульптор Феодосії Валерій Замеховський. Скульптуру фонтану відливали в Дніпропетровську.
Увінчує композицію аркада з написом в центрі російською мовою «Великому Айвазовському і учням його вдячна Феодосія» і прізвищами по сторонах: Фесслер, Латрі, Ганзен, Лагоріо.